# Leeonychiurus
Genre
Leeonychiurus est un genre de collemboles de la famille des Onychiuridae.

## Liste des espèces
Selon Checklist of the Collembola of the World (version du 28 septembre 2019) :
- Leeonychiurus analis Lee & Park, 2017
- Leeonychiurus antennalis (Sun & Zhang, 2012)
- Leeonychiurus fusongensis Sun & Arbea, 2014
- Leeonychiurus gulinensis (Sun & Zhang, 2012)
- Leeonychiurus koreanus Lee & Park, 2017
- Leeonychiurus mai (Wray, 1950)
- Leeonychiurus polychaetosus (Lee & Park, 1986)
- Leeonychiurus saphianus (Nguyen, 2001)

## Étymologie
Ce genre est nommé en l'honneur de Byung-Hoon Lee.

## Publication originale
- Sun & Arbea, 2014 : Leeonychiurus, a new genus from East Asia (Collembola: Onychiuridae: Onychiurini). Zootaxa, no 3847(1), p. 115-124.